# Giuseppe Savoldi
Giuseppe Savoldi (* 21. Januar 1947 in Gorlago, Italien) ist ein ehemaliger italienischer Fußballspieler.
Während der 1960er und der 1970er Jahre spielte er als Angreifer für Atalanta Bergamo, den FC Bologna und die SSC Neapel sowie die italienische Nationalmannschaft.
Savoldi gehörte zu den erfolgreichsten Torschützen der Serie A und wurde in der Saison 1972/73 gemeinsam mit Gianni Rivera und Paolino Pulici Torschützenkönig der italienischen Liga.

## Erfolge
- Italienischer Pokal: 1969/70,  1973/74,  1975/76
- Englisch-italienischer Ligapokal: 1970, 1976
- Torschützenkönig der italienischen Liga: 1972/73
- Torschützenkönig des italienischen Pokals: 1969/70,  1973/74, 1977/78